# Rücker Ridge
Rücker Ridge är en bergstopp i Antarktis. Den ligger i Östantarktis. Nya Zeeland gör anspråk på området. Toppen på Rücker Ridge är 1 585 meter över havet.
Terrängen runt Rücker Ridge är bergig västerut, men österut är den kuperad. Trakten är obefolkad. Det finns inga samhällen i närheten. 